# Aunulf
Aunulf († nach 670) war der einzige Sohn des Bischofs Chlodulf von Metz und Enkel des Arnulf von Metz und entstammte somit aus dem Adelsgeschlecht der Arnulfinger.
Er erhielt wie sein Vater einen Anteil am Erbe seines Großvaters. Nach 670 ist er nicht mehr belegt und sein Verbleib nicht bekannt.